# Bolduț, Cluj
Bolduț (în maghiară Boldoc) este un sat în comuna Ceanu Mare din județul Cluj, Transilvania, România.

## Istoric
Așezarea romană, plasată intravilan, pe malul drept al văii Horgoș, este înscrisă pe Lista monumentelor istorice din județul Cluj, elaborată de Ministerul Culturii din România în anul 2015.
După 1600 un timp îndelungat nepopulat (în urma unor distrugeri militare), abea în secolul al XX-lea repopulat.